# 2023年巴基斯坦哈扎拉快车出轨
2023年8月6日当地时间13:18（世界协调时08:18），从巴基斯坦卡拉奇开往拉瓦尔品第的哈扎拉快车的在信德省讷瓦布沙阿附近脱轨。至少30人死亡，100 多人受伤。

## 背景
由于系统过时，其中一些系统自英属印度以来就没有更新过, 巴基斯坦铁路上的撞车和脱轨事故并不少见。 政府因忽视信号系统和轨道老化而受到批评。

## 事件
在从卡拉奇开往萨戈达的途中，哈扎拉快车的十节车厢在沙赫达德布尔（Shahdadpur）和讷瓦布沙阿（Nawabshah）之间的萨尔哈里火车站萨尔哈里火车站（Sarhari Railway Station）附近脱轨。伤员被送往附近的讷瓦布沙阿人民医学院附属医院。之后抢修人员的到来，铁路线路停止运营。调查人员正在确定事故原因。

## 事故原因
一个六人小组于2023年8月8日提交的初步报告指出，事故现场连接铁轨的金属鱼尾板不见了，有一段铁轨被木头取代了。报告还指出，机车车轮受损，不排除人为破坏的可能。包括三名官员在内的六名员工随后被停职。
2023年8月9日，铁路部长Khawaja Saad Rafique否认了此前有关鱼尾板丢失和使用木材进行维修的报道。他说，事故的主要原因是两个卡住的机车轮子和一段损坏的轨道。

## 反应
总理夏巴兹·谢里夫在推特上写道："我已要求铁路当局提交事件报告： "内政部长拉纳·萨纳乌拉在推特上写道："我对遇难乘客的家属表示由衷的同情。医院应为伤者提供最好的医疗设施。